# Krasnyj Pachar (Adygejsko)
Krasnyj Pachar je osada v Giaginském rajónu Adygejské republiky Ruské federace. Je součástí Sergijevského vesnického okresu.
Nachází se v jihovýchodní části Giaginského rajónu, na levém břehu řeky Gačučy. Je vzdálena 8 km jihozápadně od vesnice Sergijevskoje, 38 km jihovýchodně od stanice Giaginskaja a 25 km severovýchodně od města Majkop.